# Briefmarken-Jahrgang 1982 der Deutschen Bundespost Berlin
Der Briefmarken-Jahrgang 1982 der Deutschen Bundespost Berlin umfasste 20 Sondermarken und zehn Dauermarken.
Alle Ausgaben dieses Jahrganges waren bis zum 31. Dezember 1991 frankaturgültig.
Der Nennwert der Marken betrug 31,15 DM; dazu kamen 3,65 DM als Zuschlag für wohltätige Zwecke.
Jeweils fünf Ergänzungswerte wurden in den Dauermarkenserien „Industrie und Technik“ und „Burgen und Schlösser“ ausgegeben; diese erschienen zeitgleich auch mit der Aufschrift Deutsche Bundespost. Die Dauermarkenserie Industrie und Technik endete in diesem Jahr; erstmals wurden nach den Entwürfen von Beat Knoblauch und Paul Beer auch Motive anderer Grafiker verwendet. Zum ersten und einzigen Mal erschien in Berlin eine Briefmarke im Prägedruck; das erhabene Motiv zeigt eine Harfe. Zwei Motive hatten für Berliner Verhältnisse eine ungewöhnliche Größe.

## Liste der Ausgaben und Motive
Legende
- Bild: Eine bearbeitete Abbildung der genannten Marke. Das Verhältnis der Größe der Briefmarken zueinander ist in diesem Artikel annähernd maßstabsgerecht dargestellt. Sollten keine Marken abgebildet sein, liegt es daran, dass das Urheberrecht des Künstlers noch nicht erloschen ist.
- Beschreibung: Eine Kurzbeschreibung des Motivs und/oder des Ausgabegrundes. Bei ausgegebenen Serien oder Blocks werden die zusammengehörigen Beschreibungen mit einer Markierung versehen eingerückt.
- Wert: Der Frankaturwert der einzelnen Marke in Pfennig. Ein „+“ bedeutet, dass es sich um eine Zuschlagsmarke handelt (= Frankaturwert + Spende).
- Ausgabedatum: Das Datum des erstmaligen Verkaufs dieser Briefmarke.
- Auflage: Soweit bekannt, wird hier die zum Verkauf angebotene Anzahl dieser Ausgabe angegeben.
- Entwurf: Soweit bekannt, wird hier angegeben, von wem der Entwurf dieser Marke stammt.
- Mi.-Nr.: Diese Briefmarke wird im Michel-Katalog unter der entsprechenden Nummer gelistet.

| Sondermarken |                                                                                        |                  |                       |            |                                            |       |
| Bild         | Beschreibung                                                                           | Werte in Pfennig | Ausgabe- datum (1982) | Auflage    | Entwurf                                    | MiNr. |
|              | 750 Jahre Stadt Spandau Spandau (um 1232), Stadtwappen                                 | 60               | 18. Februar           | 8.200.000  | Reinhold Gerstetter                        | 659   |
|              | Für die Jugend 1982: Historische Kraftfahrzeuge - Daimler-Stahlradwagen (1889)         | 40+20            | 15. April             | 3.443.000  | Heinz Schillinger                          | 660   |
|              | - Wanderer Puppchen (1911)                                                             | 50+25            | 15. April             | 3.409.000  | Heinz Schillinger                          | 661   |
|              | - Adler-Limousine (1913)                                                               | 60+30            | 15. April             | 3.396.000  | Heinz Schillinger                          | 662   |
|              | - DKW F 1 (1931)                                                                       | 90+45            | 15. April             | 3.337.000  | Heinz Schillinger                          | 663   |
|              | Sporthilfe 1982 - Leistungssport: Kurzstreckenlauf                                     | 60+30            | 15. April             | 3.204.000  | Hans Buschfeld                             | 664   |
|              | - Jugendsport: Volleyball                                                              | 90+45            | 15. April             | 3.090.000  | Hans Buschfeld                             | 665   |
|              | 100 Jahre Berliner Philharmonisches Orchester Harfe im Prägedruck                      | 60               | 15. April             | 7.215.000  | Reinhold Gerstetter                        | 666   |
|              | Aufnahme Salzburger Emigranten in Preußen vor 250 Jahren                               | 50               | 8. Mai                | 8.135.000  | Reinhold Gerstetter                        | 667   |
|              | Moderne Gemälde aus Berliner Sammlungen - „Italienische Steinträger“ von Max Pechstein | 50               | 15. Juli              | 11.485.000 | Rudi Schmidt                               | 678   |
|              | - „Zwei badende Mädchen“ von Otto Mueller                                              | 80               | 15. Juli              | 10.135.000 | Rudi Schmidt                               | 679   |
|              | Wohlfahrtsmarken 1982: Gartenrosen - Floribunda-Grandiflora                            | 50+20            | 14. Oktober           | 13.439.000 | Heinz Schillinger                          | 680   |
|              | - Teehybride                                                                           | 60+30            | 14. Oktober           | 11.941.000 | Heinz Schillinger                          | 681   |
|              | - Floribunda                                                                           | 80+40            | 14. Oktober           | 10.905.000 | Heinz Schillinger                          | 682   |
|              | - Miniatur-Rose                                                                        | 120+60           | 14. Oktober           | 4.696.000  | Heinz Schillinger                          | 683   |
|              | 250. Geburtstag von Carl Gotthard Langhans - Schlosstheater in Charlottenburg          | 80               | 10. November          | 7.635.000  | Reinhold Gerstetter                        | 684   |
|              | Berlin-Ansichten IV - Villa Borsig                                                     | 50               | 10. November          | 12.135.000 | Reinhold Gerstetter                        | 685   |
|              | - Kirche St. Peter und Paul                                                            | 60               | 10. November          | 8.135.000  | Reinhold Gerstetter                        | 686   |
|              | - Villa von der Heydt                                                                  | 80               | 10. November          | 8.135.000  | Reinhold Gerstetter                        | 687   |
|              | Weihnachtsmarke 1982 Anbetung der Könige, Detail des Petri-Altars von Meister Bertram  | 50+20            | 10. November          | 8.954.000  | Bruno K. Wiese                             | 688   |
| Dauermarken  |                                                                                        |                  |                       |            |                                            |       |
| Bild         | Beschreibung                                                                           | Werte in Pfennig | Ausgabe- datum (1982) | Auflage    | Entwurf                                    | MiNr. |
|              | Dauermarkenserie: Industrie und Technik - Fernsehkamera                                | 110              | 16. Juni              | 11.000.000 | Reinhold Gerstetter (Idee: Beat Knoblauch) | 668   |
|              | - Brauanlage                                                                           | 130              | 16. Juni              | 10.000.000 | Hans-Joachim Fuchs (Idee: Beat Knoblauch)  | 669   |
|              | - Löffelbagger                                                                         | 190              | 15. Juli              | 8.500.000  | Beat Knoblauch und Paul Beer               | 670   |
|              | - Flughafen Frankfurt/Main                                                             | 250              | 15. Juli              | 10.500.000 | Beat Knoblauch und Paul Beer               | 671   |
|              | - Magnetschwebebahn (Transrapid)                                                       | 300              | 16. Juni              | 10.800.000 | Egon Falz (Idee: Beat Knoblauch)           | 672   |
|              | Dauermarkenserie: Burgen und Schlösser - Schloss Lichtenstein                          | 35               | 16. Juni              | unbekannt  | Heinz Schillinger                          | 673   |
|              | - Schloss Wilhelmsthal                                                                 | 80               | 16. Juni              | unbekannt  | Heinz Schillinger                          | 674   |
|              | - Schloss Charlottenburg                                                               | 120              | 15. Juli              | unbekannt  | Heinz Schillinger                          | 675   |
|              | - Schloss Ahrensburg                                                                   | 280              | 15. Juli              | unbekannt  | Heinz Schillinger                          | 676   |
|              | - Schloss Herrenhausen                                                                 | 300              | 16. Juni              | unbekannt  | Heinz Schillinger                          | 677   |